# Orzyc

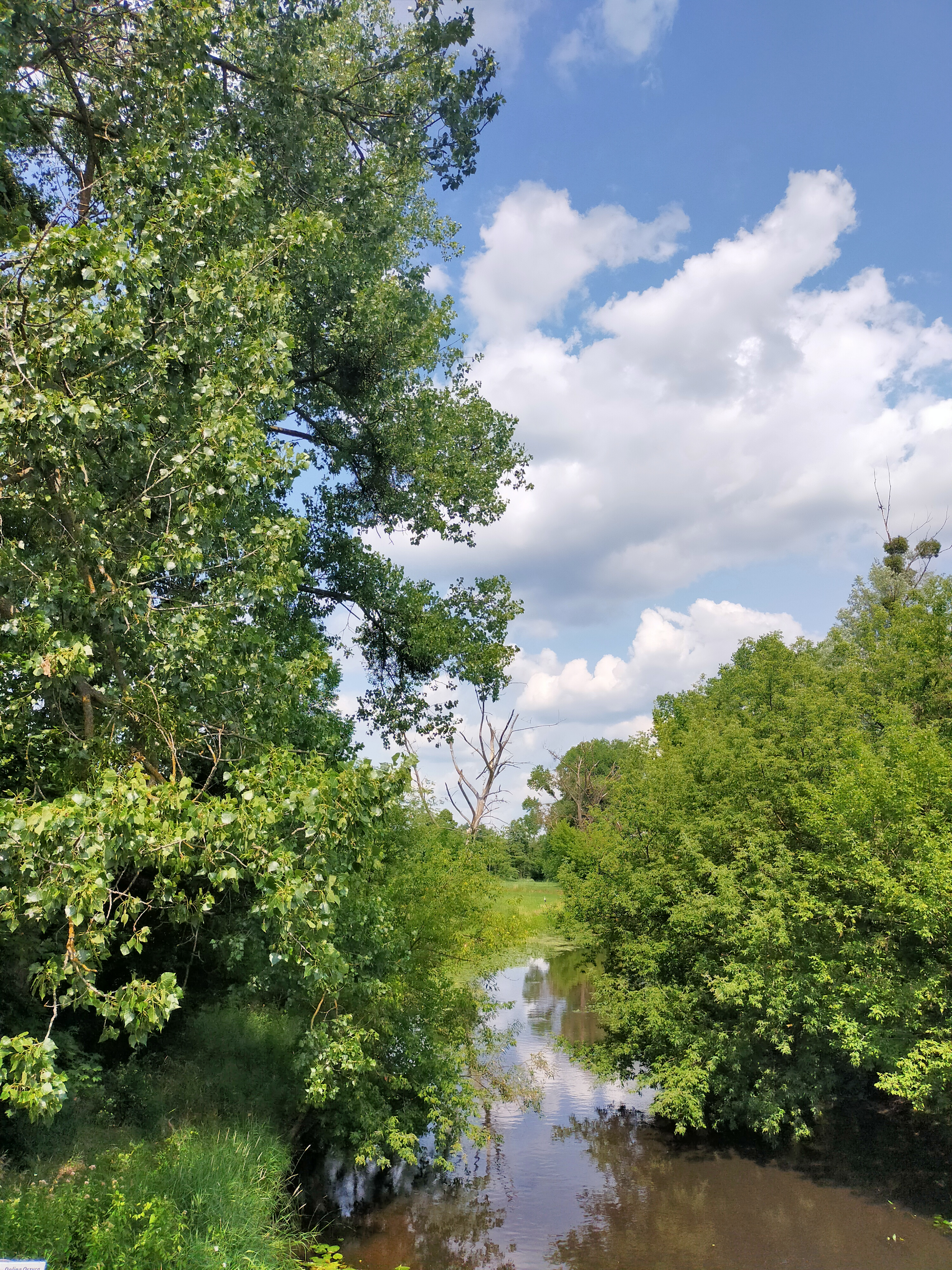
Rzeka Orzyc w Krasnosielcu

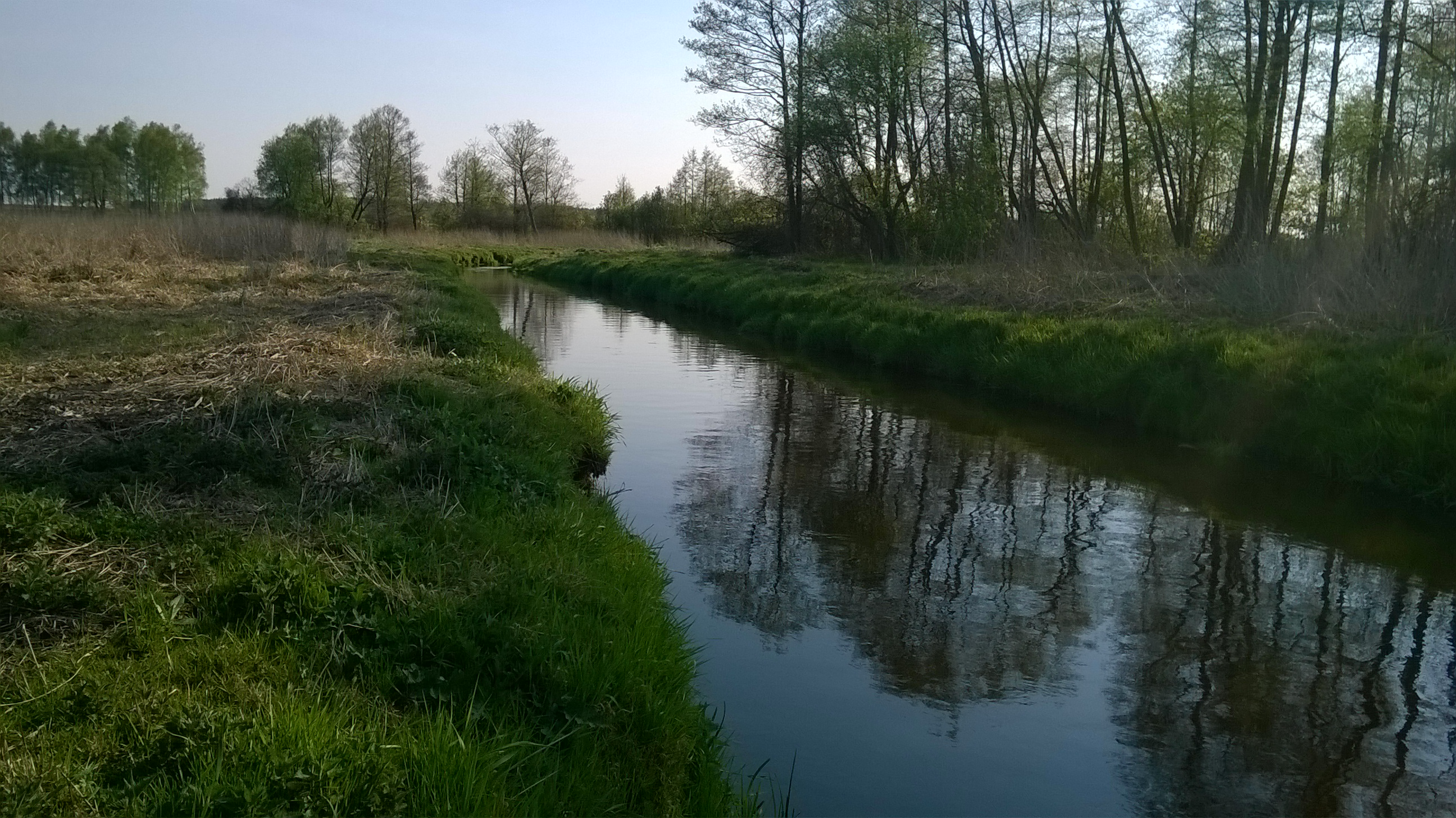
Rzeka Orzyc w Przedborach

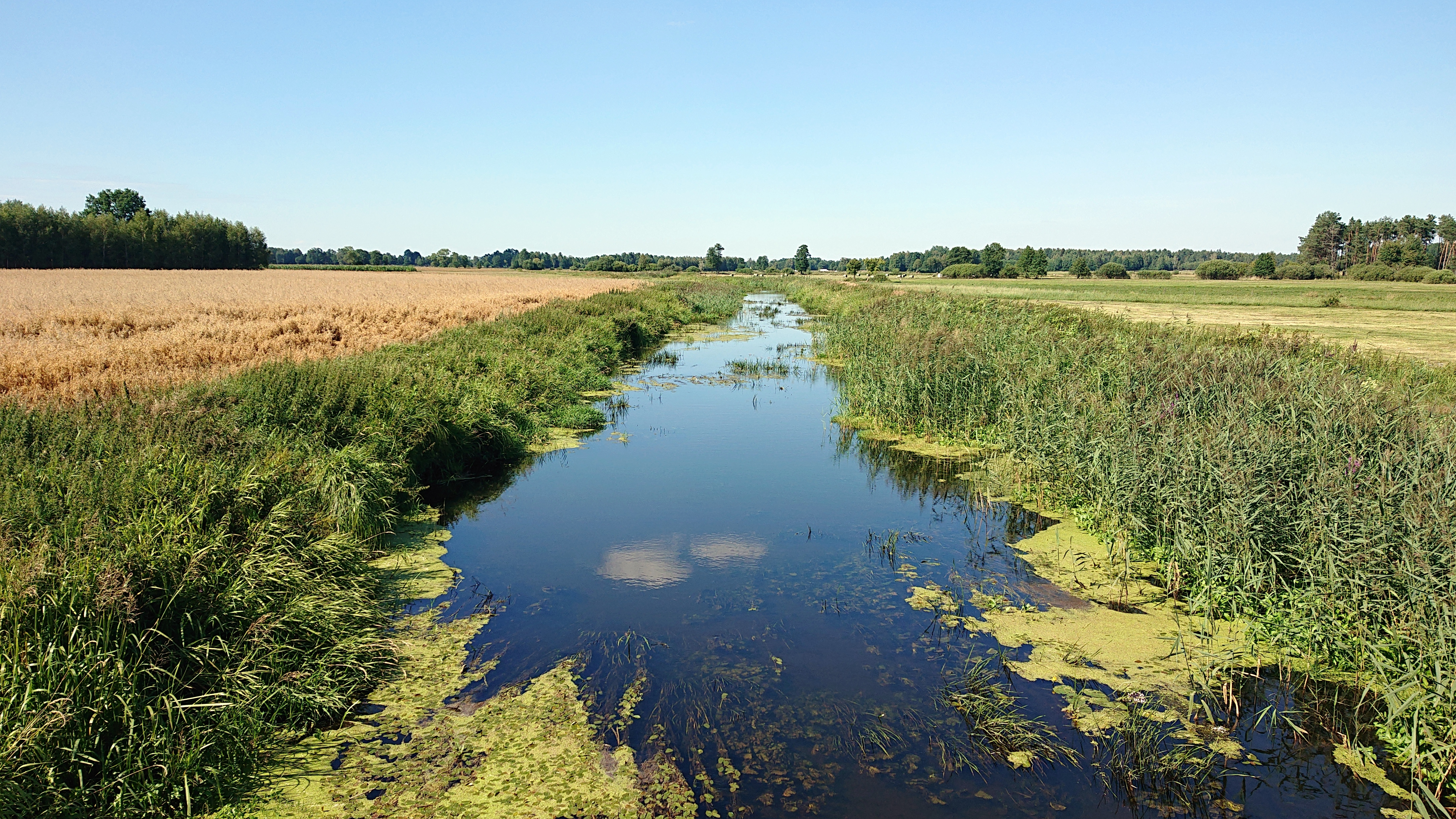
Rzeka Orzyc w Olszewce

Orzyc (Orzycz, Orzyca) – rzeka, prawy dopływ Narwi o długości 142,52 km i powierzchni dorzecza 2 077 km².

## Opis
Rzeka płynie przez Nizinę Północnomazowiecką, w województwie warmińsko-mazurskim i mazowieckim. Wypływa z bagien na obszarze Wzniesień Mławskich, na wschód od Mławy. Płynie przez Równinę Kurpiowską i Wysoczyznę Ciechanowską, przez miejscowości Grzebsk, Chorzele, Małowidz, Jednorożec, Drążdżewo, Janowo, Krasnosielc, Maków Mazowiecki, Stary Szelków, a do Narwi uchodzi we wsi Kalinowo, poniżej wsi Przeradowo, a powyżej wsi Zambski Kościelne.
Rzekę cechuje powolny nurt i niewielki spadek koryta. Jej lewymi dopływami są Grabowski Rów i Baranowska Struga, a prawymi Tamka, Bobrynka, Ulatówka, Bramura i Węgierka.
Na kilku odcinkach rzeka jest spławna. Organizowane są spływy kajakowe.

## Historia
W XIX wieku rzeka była określana nazwą Uzgierka.
W latach 30. XX wieku przeprowadzono regulację rzeki na odcinku między Chorzelami a Krasnosielcem. Prace prowadzono ręcznie, maszynowo i za pomocą dynamitu.
Rzeka jest uważana za zachodnią granicę Puszczy Zielonej, ale na jej prawym brzegu jest jeszcze kurpiowska wieś Jednorożec i miejscowości, które przyjęły tradycje kurpiowskie i są uważane za pograniczne: Połoń, Małowidz, Stegna, Drążdżewo Nowe.